# Resolutie 209 Veiligheidsraad Verenigde Naties
Resolutie 209 van de Veiligheidsraad van de Verenigde Naties werd op 4 september 1965 unaniem aangenomen, tijdens de 1237e vergadering van de Raad. De Veiligheidsraad riep India en Pakistan hun troepen terug te trekken.

## Achtergrond
India en Pakistan hadden eind jaren 1940 al oorlog gevoerd om het gebied Kasjmir, dat bij India hoorde. Na die Eerste Kasjmiroorlog werd besloten om over de toekomst van Kasjmir te laten beslissen via een volksraadpleging. Er gebeurde echter niets.
In 1965 probeerde Pakistan het verzet tegen India in de regio, die grotendeels islamitisch was, aan te wakkeren. In augustus van dat jaar trok het Indiase leger de bestandslijn over. Vervolgens laaide de oorlog opnieuw op.

## Inhoud
De Veiligheidsraad bemerkte het rapport van secretaris-generaal U Thant van 3 september, en had de verklaringen van India en Pakistan gehoord. De Raad was bezorgd om de verslechterde situatie langs de staakt-het-vurenlijn in Kasjmir, en riep India en Pakistan op om onmiddellijk stappen te ondernemen richting een staakt-het-vuren. De twee overheden werden opgeroepen om de staakt-het-vurenlijn te respecteren en hun troepen terug te trekken naar hun zijde van de lijn. De twee overheden werden ook opgeroepen om samen te werken met de UNMOGIP in India en Pakistan teneinde op het staakt-het-vuren toe te zien. De secretaris-generaal werd gevraagd binnen drie dagen te rapporteren over de uitvoering van deze resolutie.
Lijst ·  200 ·  201 ·  202 ·  203 ·  204 ·  205 ·  206 ·  207 ·  208 ·  209 ·  210 ·  211 ·  212 ·  213 ·  214 ·  215 ·  216 ·  217 ·  218 ·  219